# Gymnosporangium confusum
Gymnosporangium confusum là một loài Urediniomycetes trong họ Pucciniaceae. Loài này được Plower miêu tả khoa học đầu tiên năm.
Đây là loài gây hại phát triển phổ biến ở Uzbekistan.